# 磁州窑遗址
磁州窑遗址，位于中国河北省邯郸市磁县、峰峰矿区，1982年7月23日公布为河北省文物保护单位，1996年11月20日公布为第四批全国重点文物保护单位。